# Stadion Olimpia Bălți
Stadion Olimpia Bălți – wielofunkcyjny stadion w Bielcach, w Mołdawii. Może pomieścić 5 000 widzów. Swoje spotkania rozgrywa na nim drużyna Olimpia Bielce.